# 도널드 올딩 헤브
도널드 올딩 헵(Donald Olding Hebb, 1904년 7월 22일 ~ 1985년 8월 20일)은 신경 심리학 분야에 영향력이 있는 캐나다의 심리학자다. 그는 뉴런의 작용이 어떻게 학습과 같은 심리학적 과정에 기여했는지 알고자 했다. '함께 점화하는 세포들은 연결된다'는 규칙을 제안한 걸로 유명하다.
헵은 맥길대학교 심리학과 학과장으로 재직 중이던 1949년 장기기억과 단기기억의 핵심 차이에 관한 가설을 제시했다. 장기기억에는 뉴런들이 연결되면서 물리적 변화가 발생하나, 단기기억은 그렇지 않을 것이라는 주장이었다. 헵이 제시한 신경망 모델은 기억이라는 손에 잡히지 않을 듯한 영역을 뇌 안의 물리적 변화와 연결, 심리학과 생물학의 접점을 만들었다.
미국 컬럼비아 대학교 신경생물학자 에릭 캔들은 1960년대 말 단기기억-장기기억의 세포신경생물학을 연구했다. 캔들은 신경구조가 단순한 무척추동물인 군소가 단기기억을 장기기억으로 전환하는 기제를 연구했고, 이 두 가지가 서로 다르다는 사실을 이후 입증했다. 단기기억이 시냅스의 기능변화와는 연관이 있으나 구조 변화와는 연관이 없음을 보여줬다. 학습이 진행되는동안 기존 스냅스가 강화되거나 약화될 수 있으나 표면상으로는 구조에 변화가 없다. 반면에 장기기억은 시냅스에 물리적 변화를 수반했다. 장기기억에는 단백질 합성이 필요하며, 단기기억은 그렇지 않다.